# Brasileirão CBFA 2022
O Brasileirão CBFA 2022 foi a primeira edição do Brasileirão de Futebol Americano correspondente às primeira e segunda divisões nacional. Após dois anos de paralisação por conta da Pandemia de Covid-19.
Foi a primeira edição após o fim da parceria na qual, do período de 2017 à 2019, a Liga Brasil Futebol Americano foi a organizadora da competição sob chancela da Confederação Brasileira de Futebol Americano (CBFA).
O futebol americano no Brasil terá dois campeonatos de âmbito nacional, o que não acontecia desde 2015 (último ano do Torneio Touchdown). A Confederação Brasileira de Futebol Americano, como anunciado no fim do ano passado, formatou o seu campeonato próprio e não dará sua chancela para a Liga BFA, que terá a sua quarta edição também em 2022.
Batizado de Brasileirão, o campeonato da entidade máxima da modalidade em âmbito nacional teve inscrições suficientes para preencher as duas divisões propostas.

## Fórmula de Disputa
A CBFA – Confederação Brasileira de Futebol Americano  organizará a partir deste ano o seu Brasileirão de Futebol Americano. A entidade máxima do esporte nacional divulgou a fórmula de disputa de ambas as divisões, além da tabela de jogos da D1 (como é chamada a divisão principal).
Para este primeiro ano de disputa, a CBFA optou por dividir as equipes em duas divisões, sendo que a D1 contou com 19 equipes (21 originalmente), enquanto a D2 terá 20 times no total.
De forma inédita, a região norte será palco do kickoff de uma competição nacional da modalidade com o duelo entre Manaus FA e Porto Velho Miners. O jogo será realizado no dia 07 de maio, em Manaus.
O Brasileirão da CBFA tem times das regiões Norte, Centro-Oeste, Sudeste e Sul, mas nenhum da região Nordeste (todos optaram por disputar a Liga BFA 2022).

## D1
Composta por equipes tradicionais e algumas emergentes do futebol americano no país, a D1 – Divisão Principal do Brasileirão de FA, contaria com 21 equipes divididas em quatro grupos.
Cada equipe realizará quatro jogos na fase de grupos (dois em casa, dois fora), com a exceção do Grupo N, no qual a disputa será dentro do quadrangular.
Avançam para os playoffs o time de melhor campanha no Grupo N, e os oito melhores entre as equipes dos outros três grupos.

### Equipes Participantes
Estão riscados os times que desistiram departicipar antes do início do campeonato
| Equipe                   | Cidade         |
| ------------------------ | -------------- |
| Corinthians Steamrollers | São Paulo      |
| Cruzeiro FA              | Betim          |
| Flamengo Imperadores     | Rio de janeiro |
| Galo FA                  | Belo Horizonte |
| Tritões FA               | Vila Velha     |

| Equipe              | Cidade    |
| ------------------- | --------- |
| Brown Spiders       | Curitiba  |
| Coritiba Crocodiles | Curitiba  |
| Guarulhos Rhynos    | Guarulhos |
| Paraná HP           | Curitiba  |
| Santos Tsunami      | Santos    |
| Spartans Football   | São Paulo |

| Equipe                  | Cidade                |
| ----------------------- | --------------------- |
| Campo Grande Predadores | Campo Grande          |
| Gama Leões de Judá      | Brasília              |
| Goiânia Rednecks        | Goiânia               |
| Moura Lacerda Dragons   | Ribeirão Preto        |
| Rondonópolis Hawks      | Rondonópolis          |
| Rio Preto Weilers       | São José do Rio Preto |

| Equipe             | Cidade      |
| ------------------ | ----------- |
| Lobos FA           | Manaus      |
| Manaus Cavaliers   | Manaus      |
| Manaus FA          | Manaus      |
| Porto Velho Miners | Porto Velho |

### Classificação Temporada Regular

#### Grupo A
O símbolo # indicada a posição na classificação geral.
| Pos | Times                        | V | E | D | PCT  | PF  | PS  | SP  | SEQ |
| --- | ---------------------------- | - | - | - | ---- | --- | --- | --- | --- |
| 1   | Galo FA #2                   | 4 | 0 | 0 | 100% | 200 | 11  | 189 | V4  |
| 2   | Flamengo Imperadores #7      | 3 | 0 | 1 | 75%  | 97  | 86  | 11  | V1  |
| 3   | Corinthians Steamrollers #10 | 2 | 0 | 2 | 50%  | 60  | 125 | -65 | V1  |
| 4   | Cruzeiro FA                  | 1 | 0 | 3 | 25%  | 57  | 109 | -52 | D1  |
| 5   | Tritões FA                   | 0 | 0 | 4 | 0%   | 48  | 131 | -83 | D4  |

#### Grupo B
O símbolo # indicada a posição na classificação geral.
| Pos | Times                  | V | E | D | PCT  | PF  | PS  | SP   | SEQ |
| --- | ---------------------- | - | - | - | ---- | --- | --- | ---- | --- |
| 1   | Coritiba Crocodiles #1 | 4 | 0 | 0 | 100% | 209 | 7   | 202  | V4  |
| 2   | Guarulhos Rhynos #4    | 3 | 0 | 1 | 75%  | 135 | 65  | 70   | V1  |
| 3   | Brown Spiders #6       | 3 | 0 | 1 | 75%  | 77  | 54  | 23   | D1  |
| 4   | Paraná HP #8           | 2 | 0 | 2 | 50%  | 101 | 72  | 29   | V2  |
| 5   | Santos Tsunami         | 0 | 0 | 4 | 0%   | 15  | 146 | -131 | D4  |
| 6   | Spartans Football      | 0 | 0 | 4 | 0%   | 12  | 205 | -193 | D4  |

#### Grupo C
O símbolo # indicada a posição na classificação geral.
| Pos | Times                    | V | E | D | PCT  | PF  | PS  | SP   | SEQ |
| --- | ------------------------ | - | - | - | ---- | --- | --- | ---- | --- |
| 1   | Rio Preto Weilers #3     | 4 | 0 | 0 | 100% | 183 | 22  | 161  | V4  |
| 2   | Rondonópolis Hawks #5    | 3 | 0 | 1 | 75%  | 118 | 74  | 44   | V2  |
| 3   | Moura Lacerda Dragons #9 | 2 | 0 | 2 | 50%  | 77  | 89  | -12  | D1  |
| 4   | Gama Leões de Judá       | 1 | 0 | 3 | 25%  | 70  | 98  | -28  | D3  |
| 5   | Goiânia Rednecks         | 0 | 0 | 4 | 0%   | 14  | 179 | -165 | D4  |

#### Grupo N
| Pos | Times              | V | E | D | PCT  | PF | PS | SP  | SEQ |
| --- | ------------------ | - | - | - | ---- | -- | -- | --- | --- |
| 1   | Manaus FA          | 2 | 0 | 0 | 100% | 76 | 0  | 76  | V2  |
| 2   | Manaus Cavaliers   | 1 | 0 | 1 | 50%  | 16 | 35 | -19 | D1  |
| 3   | Porto Velho Miners | 0 | 0 | 2 | 0%   | 0  | 57 | -57 | D2  |

#### Classificação Geral
| Pos | Times                    | V | E | D | PCT  | PF  | PS  | SP   | SEQ |
| --- | ------------------------ | - | - | - | ---- | --- | --- | ---- | --- |
| 1   | Coritiba Crocodiles      | 4 | 0 | 0 | 100% | 209 | 7   | 202  | V4  |
| 2   | Galo FA                  | 4 | 0 | 0 | 100% | 200 | 11  | 189  | V4  |
| 3   | Rio Preto Weilers        | 4 | 0 | 0 | 100% | 183 | 22  | 161  | V4  |
| 4   | Guarulhos Rhynos         | 3 | 0 | 1 | 75%  | 135 | 65  | 70   | V1  |
| 5   | Rondonópolis Hawks       | 3 | 0 | 1 | 75%  | 118 | 74  | 44   | V2  |
| 6   | Brown Spiders            | 3 | 0 | 1 | 75%  | 77  | 54  | 23   | D1  |
| 7   | Flamengo Imperadores     | 3 | 0 | 1 | 75%  | 97  | 86  | 11   | V1  |
| 8   | Paraná HP                | 2 | 0 | 2 | 50%  | 101 | 72  | 29   | V2  |
| 9   | Moura Lacerda Dragons    | 2 | 0 | 2 | 50%  | 77  | 89  | -12  | D1  |
| 10  | Corinthians Steamrollers | 2 | 0 | 2 | 50%  | 60  | 125 | -65  | V1  |
| 11  | Gama Leões de Judá       | 1 | 0 | 3 | 25%  | 70  | 98  | -28  | D3  |
| 12  | Cruzeiro FA              | 1 | 0 | 3 | 25%  | 57  | 109 | -52  | D1  |
| 13  | Tritões FA               | 0 | 0 | 4 | 0%   | 48  | 131 | -83  | D4  |
| 14  | Santos Tsunami           | 0 | 0 | 4 | 0%   | 15  | 146 | -131 | D4  |
| 15  | Goiânia Rednecks         | 0 | 0 | 4 | 0%   | 14  | 179 | -165 | D4  |
| 16  | Spartans Football        | 0 | 0 | 4 | 0%   | 12  | 205 | -193 | D4  |

### Playoffs
Após a fase de grupos, dez equipes terão a chance de lutar pela chance de ir ao Brasil Bowl XI e conquistar o título nacional. Enquanto as cinco primeiras equipes da D1 e o time de melhor campanha do Grupo N avançam para as quartas, as equipes que terminarem entre o seed 6 e 8, mais o campeão da D2 disputarão a fase de wild card.
Na D1: Líder de cada grupo segue para os playoffs conforme melhor campanha, classificando para Seed #1, #2 e #3. Seed #4 a #8 serão classificados conforme melhor campanha independente do grupo;
Se juntam no chaveamento do Anexo 1 da D1 a equipe com melhor campanha do grupo Norte e campeão da D2 (com direito deb escolha da disputa), caso decline a participação, o seed #9 entra;
Antes dos playoffs começarem o Juiz de Fora Imperadores declinou a participação o que abriu a vaga para a seed #9 Moura Lacerda Dragons;
Posteriormente devido à dificuldades logísticas e financeiras o Manaus FA, campeão do Grupo N abandoou a competição, juntamente à eles o Moura Lacerda Dragons também declinou à vaga aos playoffs, abriram vaga a seed #10 Corinthians Steamrollers.
Playoffs Originalmente
|  | Wildcard | Wildcard                                         | Wildcard |  |  | Quartas de Final | Quartas de Final    | Quartas de Final |  |  | Semifinais | Semifinais | Semifinais |  |  | Finais | Finais | Finais |
|  |          |                                                  |          |  |  |                  |                     |                  |  |  |            |            |            |  |  |        |        |        |
|  |          |                                                  |          |  |  | 1                | Coritiba Crocodiles |                  |  |  |            |            |            |  |  |        |        |        |
|  | 6        | Brown Spiders                                    |          |  |  |                  |                     |                  |  |  |            |            |            |  |  |        |        |        |
|  | 6        | Brown Spiders                                    |          |  |  |                  |                     |                  |  |  |            |            |            |  |  |        |        |        |
|  | 8        | Paraná HP                                        |          |  |  |                  |                     |                  |  |  |            |            |            |  |  |        |        |        |
|  | 8        | Paraná HP                                        |          |  |  |                  |                     |                  |  |  |            |            |            |  |  |        |        |        |
|  |          |                                                  |          |  |  | 4                | Guarulhos Rhynos    |                  |  |  |            |            |            |  |  |        |        |        |
|  |          |                                                  |          |  |  | 4                | Guarulhos Rhynos    |                  |  |  |            |            |            |  |  |        |        |        |
|  |          |                                                  |          |  |  | 5                | Rondonópolis Hawks  |                  |  |  |            |            |            |  |  |        |        |        |
|  |          |                                                  |          |  |  |                  |                     |                  |  |  |            |            |            |  |  |        |        |        |
|  |          |                                                  |          |  |  |                  |                     |                  |  |  |            |            |            |  |  |        |        |        |
|  |          |                                                  |          |  |  | 3                | Rio Preto Weilers   |                  |  |  |            |            |            |  |  |        |        |        |
|  |          |                                                  |          |  |  | N                | Manaus FA           |                  |  |  |            |            |            |  |  |        |        |        |
|  |          |                                                  |          |  |  | N                | Manaus FA           |                  |  |  |            |            |            |  |  |        |        |        |
|  | 7        | Flamengo Imperadores                             |          |  |  |                  |                     |                  |  |  |            |            |            |  |  |        |        |        |
|  | 7        | Flamengo Imperadores                             |          |  |  |                  |                     |                  |  |  |            |            |            |  |  |        |        |        |
|  | D2 9     | Juiz de Fora Imperadores / Moura Lacerda Dragons |          |  |  | 2                | Galo FA             |                  |  |  |            |            |            |  |  |        |        |        |
|  | D2 9     | Juiz de Fora Imperadores / Moura Lacerda Dragons |          |  |  | 2                | Galo FA             |                  |  |  |            |            |            |  |  |        |        |        |
|  |          |                                                  |          |  |  |                  |                     |                  |  |  |            |            |            |  |  |        |        |        |

Playoffs Após desistências
Em itálico, os times que possuem o mando de campo e em negrito os times classificados.
|  | Wildcard | Wildcard                 | Wildcard |   |         | Quartas de Final | Quartas de Final     | Quartas de Final |                     |         | Semifinais        | Semifinais | Semifinais |  |  | Final Nacional | Final Nacional      | Final Nacional |
|  |          |                          |          |   |         |                  |                      |                  |                     |         |                   |            |            |  |  |                |                     |                |
|  |          |                          |          |   |         | 1                | Coritiba Crocodiles  | 22               |                     |         |                   |            |            |  |  |                |                     |                |
|  | 8        | Paraná HP                | 55       |   |         | 8                | Paraná HP            | 0                |                     |         |                   |            |            |  |  |                |                     |                |
|  | 8        | Paraná HP                | 55       |   | 1       | 8                | Paraná HP            | 0                | Coritiba Crocodiles | 24      |                   |            |            |  |  |                |                     |                |
|  | 10       | Corinthians Steamrollers | 45       |   | 1       |                  |                      |                  |                     | 24      |                   |            |            |  |  |                |                     |                |
|  | 10       | Corinthians Steamrollers | 45       |   | 4       | Guarulhos Rhynos | 15                   |                  |                     |         |                   |            |            |  |  |                |                     |                |
|  |          |                          |          |   |         | Guarulhos Rhynos | 15                   | 4                | Guarulhos Rhynos    | 36      |                   |            |            |  |  |                |                     |                |
|  |          |                          |          |   |         |                  |                      | 4                | Guarulhos Rhynos    | 36      |                   |            |            |  |  |                |                     |                |
|  |          |                          |          |   |         | 5                | Rondonópolis Hawks   | 28               |                     |         |                   |            |            |  |  |                |                     |                |
|  |          |                          |          |   |         |                  |                      |                  |                     |         |                   |            |            |  |  | 1              | Coritiba Crocodiles | 16             |
|  |          |                          |          |   |         |                  |                      | 2                | Galo FA             | 14      |                   |            |            |  |  |                |                     |                |
|  |          |                          |          |   |         | 3                | Rio Preto Weilers    | 32               |                     |         |                   |            |            |  |  |                |                     |                |
|  |          |                          |          |   |         | 6                | Brown Spiders        | 3                |                     |         |                   |            |            |  |  |                |                     |                |
|  |          |                          |          |   |         | 6                | Brown Spiders        | 3                |                     | 3       | Rio Preto Weilers | 0          |            |  |  |                |                     |                |
|  | 7        | Flamengo Imperadores     |          |   |         |                  |                      |                  |                     | 3       | Rio Preto Weilers | 0          |            |  |  |                |                     |                |
|  | 7        | Flamengo Imperadores     |          | 2 | Galo FA | 20               |                      |                  |                     |         |                   |            |            |  |  |                |                     |                |
|  |          | W.O.                     |          | 2 | Galo FA | 20               |                      |                  | 2                   | Galo FA | 29                |            |            |  |  |                |                     |                |
|  |          | W.O.                     |          |   |         |                  |                      |                  | 2                   | Galo FA | 29                |            |            |  |  |                |                     |                |
|  |          |                          |          |   |         | 7                | Flamengo Imperadores | 14               |                     |         |                   |            |            |  |  |                |                     |                |

## Final Nacional
| 27 de Novembro 15:00 UTC -3 |  | Coritiba Crocodiles | 16–14 | Galo FA |  | Couto Pereira, Curitiba |  |

## D2
Com 20 participantes, a D2 está divida em 4 grupos com base nas distâncias entre elas. A tabela de confrontos será divulgada nos próximos dias. Cada equipe realizará três partidas durante a fase de grupos, independente da quantidade de times dentro de seu grupo.
No caso dos dois grupos com seis times (grupo A e C), cada time vai jogar com três adversários de sua chave, e sem duelar contra outros dois. Avançam para os playoffs da competição as quatro melhores campanhas, independente do grupo.

### Equipes Participantes
| Equipe                  | Cidade         |
| ----------------------- | -------------- |
| Carlos Barbosa Ximangos | Carlos Barbosa |
| Criciúma Iron Tigers    | Criciúma       |
| Curitiba Lions          | Curitiba       |
| Guardian Saints         | Curitiba       |
| Mooca Destroyers        | São Paulo      |
| Palmeiras Locomotives   | São Paulo      |

| Equipe                | Cidade       |
| --------------------- | ------------ |
| Campo Grande Cowboys  | Campo Grande |
| Londrina Bristlebacks | Londrina     |
| São Paulo Storm       | São Paulo    |
| Sorocaba Vipers       | Sorocaba     |

| Equipe                   | Cidade         |
| ------------------------ | -------------- |
| Brasília Wizards         | Brasília       |
| Goiânia Saints           | Goiânia        |
| Golden Lions             | Belo Horizonte |
| Nova Serrana Forgeds     | Nova Serrana   |
| Pouso Alegre Gladiadores | Pouso Alegre   |
| Tigres FA                | Ipatinga       |

| Equipe                   | Cidade         |
| ------------------------ | -------------- |
| Blaze FA                 | Rio de janeiro |
| Juiz de Fora Imperadores | Juiz de Fora   |
| Mesquita Titans          | Mesquita       |
| Rio de Janeiro Captains  | Rio de janeiro |

### Classificação Temporada Regular

#### Grupo A
O símbolo # indicada a posição na classificação geral.
| Pos | Times                      | V | E | D | PCT  | PF  | PS  | SP  | SEQ |
| --- | -------------------------- | - | - | - | ---- | --- | --- | --- | --- |
| 1   | Guardian Saints #1         | 3 | 0 | 0 | 100% | 133 | 35  | 98  | V3  |
| 2   | Carlos Barbosa Ximangos #2 | 3 | 0 | 0 | 100% | 101 | 14  | 87  | V3  |
| 3   | Criciúma Iron Tigers       | 1 | 0 | 2 | 33%  | 31  | 58  | -27 | D1  |
| 4   | Curitiba Lions             | 1 | 0 | 2 | 33%  | 48  | 95  | -47 | V1  |
| 5   | Palmeiras Locomotives      | 1 | 0 | 2 | 33%  | 53  | 101 | -48 | D2  |
| 6   | Mooca Destroyers W.O.      | 0 | 0 | 3 | 0%   | 0   | 63  | -63 | D3  |

#### Grupo B
O símbolo # indicada a posição na classificação geral.
| Pos | Times                 | V | E | D | PCT  | PF | PS | SP  | SEQ |
| --- | --------------------- | - | - | - | ---- | -- | -- | --- | --- |
| 1   | Sorocaba Vipers       | 3 | 0 | 0 | 100% | 77 | 26 | 51  | V3  |
| 2   | São Paulo Storm       | 2 | 0 | 1 | 66%  | 50 | 43 | 7   | V2  |
| 3   | Londrina Bristlebacks | 1 | 0 | 2 | 33%  | 63 | 61 | 2   | V1  |
| 4   | Campo Grande Cowboys  | 0 | 0 | 3 | 0%   | 6  | 66 | -60 | D3  |

#### Grupo C
O símbolo # indicada a posição na classificação geral.
| Pos | Times                       | V | E | D | PCT  | PF | PS | SP  | SEQ |
| --- | --------------------------- | - | - | - | ---- | -- | -- | --- | --- |
| 1   | Pouso Alegre Gladiadores #4 | 3 | 0 | 0 | 100% | 64 | 6  | 58  | V3  |
| 2   | Goiânia Saints              | 2 | 0 | 1 | 66%  | 79 | 21 | 58  | V2  |
| 3   | Nova Serrana Forgeds        | 2 | 0 | 1 | 66%  | 59 | 20 | 39  | V1  |
| 4   | Golden Lions                | 1 | 0 | 2 | 33%  | 21 | 60 | -39 | D2  |
| 5   | Brasília Wizards            | 1 | 0 | 2 | 33%  | 21 | 74 | -53 | D1  |
| 6   | Tigres FA W.O.              | 0 | 0 | 3 | 0%   | 0  | 63 | -63 | D3  |

#### Grupo D
| Pos | Times                       | V | E | D | PCT  | PF | PS | SP  | SEQ |
| --- | --------------------------- | - | - | - | ---- | -- | -- | --- | --- |
| 1   | Juiz de Fora Imperadores #3 | 3 | 0 | 0 | 100% | 87 | 20 | 67  | V3  |
| 2   | Blaze FA                    | 2 | 0 | 1 | 66%  | 54 | 20 | 34  | V2  |
| 3   | Mesquita Titans             | 1 | 0 | 2 | 33%  | 20 | 70 | -50 | D2  |
| 4   | Rio de Janeiro Captains     | 0 | 0 | 3 | 0%   | 24 | 75 | -51 | D3  |

#### Classificação Geral
| Pos | Times                    | V | E | D | PCT  | PF  | PS  | SP  | SEQ |
| --- | ------------------------ | - | - | - | ---- | --- | --- | --- | --- |
| 1   | Guardian Saints          | 3 | 0 | 0 | 100% | 133 | 35  | 98  | V3  |
| 2   | Carlos Barbosa Ximangos  | 3 | 0 | 0 | 100% | 101 | 14  | 87  | V3  |
| 3   | Juiz de Fora Imperadores | 3 | 0 | 0 | 100% | 87  | 20  | 67  | V3  |
| 4   | Pouso Alegre Gladiadores | 3 | 0 | 0 | 100% | 64  | 6   | 58  | V3  |
| 5   | Sorocaba Vipers          | 3 | 0 | 0 | 100% | 77  | 26  | 51  | V3  |
| 6   | Goiânia Saints           | 2 | 0 | 1 | 66%  | 79  | 21  | 58  | V2  |
| 7   | Nova Serrana Forgeds     | 2 | 0 | 1 | 66%  | 59  | 20  | 39  | V1  |
| 8   | Blaze FA                 | 2 | 0 | 1 | 66%  | 54  | 20  | 34  | V2  |
| 9   | São Paulo Storm          | 2 | 0 | 1 | 66%  | 50  | 43  | 7   | V2  |
| 10  | Londrina Bristlebacks    | 1 | 0 | 2 | 33%  | 63  | 61  | 2   | V1  |
| 11  | Criciúma Iron Tigers     | 1 | 0 | 2 | 33%  | 31  | 58  | -27 | D1  |
| 12  | Golden Lions             | 1 | 0 | 2 | 33%  | 21  | 60  | -39 | D2  |
| 13  | Curitiba Lions           | 1 | 0 | 2 | 33%  | 48  | 95  | -47 | V1  |
| 14  | Palmeiras Locomotives    | 1 | 0 | 2 | 33%  | 53  | 101 | -48 | D2  |
| 15  | Mesquita Titans          | 1 | 0 | 2 | 33%  | 20  | 70  | -50 | D2  |
| 16  | Brasília Wizards         | 1 | 0 | 2 | 33%  | 21  | 74  | -53 | D1  |
| 17  | Rio de Janeiro Captains  | 0 | 0 | 3 | 0%   | 24  | 75  | -51 | D3  |
| 18  | Campo Grande Cowboys     | 0 | 0 | 3 | 0%   | 6   | 66  | -60 | D3  |
|     | Mooca Destroyers W.O.    | 0 | 0 | 3 | 0%   | 0   | 63  | -63 | D3  |
|     | Tigres FA W.O.           | 0 | 0 | 3 | 0%   | 0   | 63  | -63 | D3  |

### Playoffs
Em itálico, os times que possuem o mando de campo e em negrito os times classificados.
|  | Semifinais - D2 | Semifinais - D2          | Semifinais - D2 |                          |    | Final D2        | Final D2 | Final D2 |  |
|  |                 |                          |                 |                          |    |                 |          |          |  |
|  | 1               | Guardian Saints          | 10              |                          |    |                 |          |          |  |
|  | 1               | Guardian Saints          | 10              |                          |    |                 |          |          |  |
|  | 4               | Pouso Alegre Gladiadores | 9               |                          |    |                 |          |          |  |
|  | 4               | Pouso Alegre Gladiadores | 9               |                          | 1  | Guardian Saints | 13       |          |  |
|  |                 |                          |                 |                          | 1  | Guardian Saints | 13       |          |  |
|  |                 |                          | 3               | Juiz de Fora Imperadores | 14 |                 |          |          |  |
|  | 2               | Carlos Barbosa Ximangos  | 3               | Juiz de Fora Imperadores | 14 | 12              |          |          |  |
|  | 2               | Carlos Barbosa Ximangos  |                 |                          |    |                 |          |          |  |
|  | 3               | Juiz de Fora Imperadores | 19              |                          |    |                 |          |          |  |

#### Final D2
| 17 de Setembro 20:00 UTC -3 |  | Guardian Saints | 13–14 | Juiz de Fora Imperadores |  | Campo Aliança, Itapecerica da Serra |  |

## Premiações
| Campeão Brasileiro                      |
| Paraná                                  |
| --------------------------------------- |
| Coritiba Crocodiles Campeão (3º título) |

| Brasileirão - D2                             |
| Minas Gerais                                 |
| -------------------------------------------- |
| Juiz de Fora Imperadores Campeão (1º título) |